# Viktoria Listunova
Viktoria Viktorovna Listunova (ryska: Виктория Викторовна Листунова), född 12 maj 2005, är en rysk gymnast.
Listunova var en del av Ryska olympiska kommitténs lag som tog guld i lagmångkamp vid olympiska sommarspelen 2020 i Tokyo.